# مسجد شهید صدوقی
مسجد شهید صدوقی (قلّه) مربوط به دوره قاجار است و در تبریز، خیابان عباسی، بالاتر از مقبره دوکمال واقع شده و این اثر در تاریخ ۱ مهر ۱۳۸۲ با شمارهٔ ثبت ۱۰۳۴۳ به‌عنوان یکی از آثار ملی ایران به ثبت رسیده است.

## نگارخانه

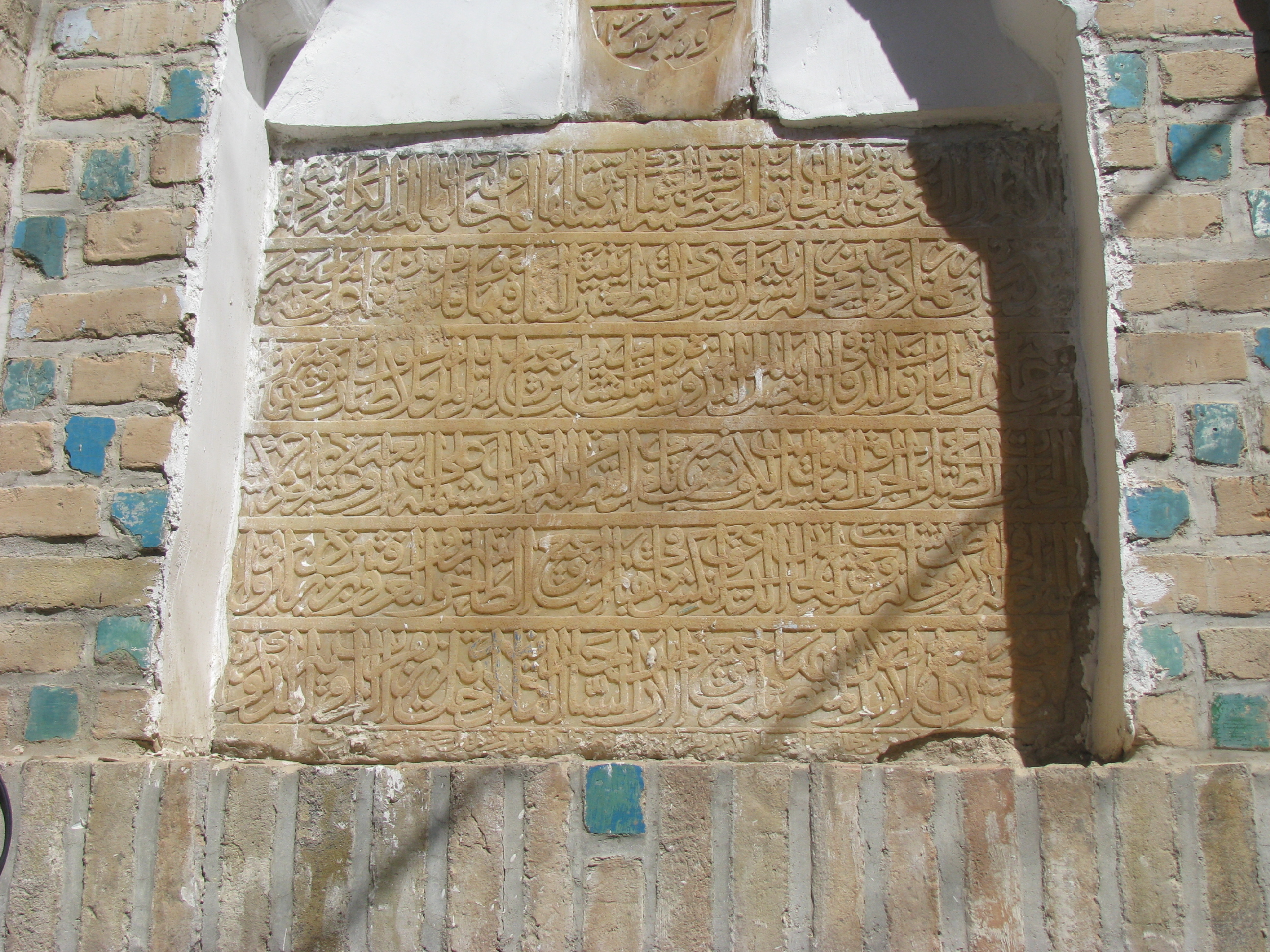
کتیبهٔ مسجد قله